# Passel
Passel és un municipi francès, situat al departament de l'Oise i a la regió dels Alts de França. L'any 2007 tenia 316 habitants.

## Demografia

### Població
El 2007 la població de fet de Passel era de 316 persones. Hi havia 109 famílies de les quals 17 eren unipersonals (17 dones vivint soles i 17 dones vivint soles), 42 parelles sense fills, 46 parelles amb fills i 4 famílies monoparentals amb fills.
La població ha evolucionat segons el següent gràfic:
Habitants censats

### Habitatges
El 2007 hi havia 122 habitatges, 117 eren l'habitatge principal de la família i 4 estaven desocupats. Tots els 122 habitatges eren cases. Dels 117 habitatges principals, 107 estaven ocupats pels seus propietaris, 8 estaven llogats i ocupats pels llogaters i 2 estaven cedits a títol gratuït; 1 tenia dues cambres, 11 en tenien tres, 35 en tenien quatre i 71 en tenien cinc o més. 96 habitatges disposaven pel capbaix d'una plaça de pàrquing. A 44 habitatges hi havia un automòbil i a 66 n'hi havia dos o més.

### Piràmide de població
La piràmide de població per edats i sexe el 2009 era:
| Homes | Edats   | Dones |
| ----- | ------- | ----- |
| 4     | 95 o +  | 0     |
| 0     | 90 a 94 | 0     |
| 0     | 85 a 89 | 0     |
| 0     | 80 a 84 | 0     |
| 4     | 75 a 79 | 8     |
| 8     | 70 a 74 | 8     |
| 0     | 65 a 69 | 4     |
| 4     | 60 a 64 | 0     |
| 0     | 55 a 59 | 0     |
| 24    | 50 a 54 | 12    |
| 28    | 45 a 49 | 16    |
| 16    | 40 a 44 | 24    |
| 8     | 35 a 39 | 8     |
| 4     | 30 a 34 | 8     |
| 4     | 25 a 29 | 8     |
| 20    | 20 a 24 | 16    |
| 16    | 15 a 19 | 16    |
| 4     | 10 a 14 | 4     |
| 8     | 5 a 9   | 16    |
| 4     | 0 a 4   | 12    |

## Economia
El 2007 la població en edat de treballar era de 203 persones, 143 eren actives i 60 eren inactives. De les 143 persones actives 129 estaven ocupades (75 homes i 54 dones) i 15 estaven aturades (4 homes i 11 dones). De les 60 persones inactives 23 estaven jubilades, 14 estaven estudiant i 23 estaven classificades com a «altres inactius».

### Ingressos
El 2009 a Passel hi havia 109 unitats fiscals que integraven 302,5 persones, la mediana anual d'ingressos fiscals per persona era de 18.053 €.

### Activitats econòmiques
Dels 22 establiments que hi havia el 2007, 4 eren d'empreses extractives, 1 d'una empresa de fabricació de material elèctric, 3 d'empreses de fabricació d'altres productes industrials, 5 d'empreses de construcció, 3 d'empreses de comerç i reparació d'automòbils, 1 d'una empresa de transport, 2 d'empreses financeres, 1 d'una empresa immobiliària i 2 d'empreses de serveis.
Dels 3 establiments de servei als particulars que hi havia el 2009, 1 era una lampisteria, 1 electricista i 1 empresa de construcció.
L'any 2000 a Passel hi havia 5 explotacions agrícoles.

## Equipaments sanitaris i escolars
El 2009 hi havia una escola elemental integrada dins d'un grup escolar amb les comunes properes formant una escola dispersa.

## Poblacions més properes
El següent diagrama mostra les poblacions més properes.